# Mama Sana
Mama Sana (1900-1997) est une chanteuse malgache d'origine antandroy, mais qui s'est intégrée dans la communauté sakalava, adoptant aussi le patrimoine musical de cette communauté. Par son parcours et ses innovations, elle a bousculé la question de l’identité et des traditions ethniques et culturelles à Madagascar.

## Biographie
Elle est née aux environs de 1900 dans la région du nord de l’Androy, « le pays où l'eau se cache » et où les conditions de vie sont difficiles. Durant son enfance, sa famille quitte cette région, et gagne à pied la région plus verdoyante de Morondava, à 500 km plus au nord-ouest. C’est là, dans la localité de Mahabo, qu'elle devient l’élève d’un maître de valiha nommé Totozo, de l’ethnie sakalave.
Elle parcourt le pays, particulièrement la région Menabe, et interprète des airs traditionnels sakalaves sur la valiha, instrument national de Madagascar, mais compose également un répertoire spécifique. Puis elle s'installe à Belo sur Mer et devient la musicienne attitrée de la famille princière des Kamamy, et notamment de la princesse Colette Kamamy.
Elle acquiert une notoriété tant à l'échelle nationale qu'à l'échelle internationale. Elle a l'occasion de faire des concerts en Europe, notamment en 1983 avec le flutiste Rakoto Frah. Elle se distingue par son innovante réinvention de la technique de la valiha et par sa fusion des styles musicaux traditionnels antandroy et sakalave.
Elle a enregistré plusieurs albums en solo avant sa mort en 1997. Sa voix est utilisée sur le titre Noonday Sun du groupe français Deep Forest dans leur troisième album, Comparsa,. Après sa mort, sa maison a été transformée en un musée et une association culturelle a été fondée en son honneur afin de promouvoir la musique traditionnelle.

## Discographie
| Titre                                                                         | Année | Label       | Nb de pistes (durée) |
| ----------------------------------------------------------------------------- | ----- | ----------- | -------------------- |
| The legendary Mama Sana                                                       | 1992  | Sanachie LC | 12 (43 min 55 s)     |
| Madagascar: Anthologie des voix. Enregistrements et texte: Victor Randrianary | 1997  | MCM/INEDIT  | 12 (43 min 55 s)     |
| Madagascar Musique des Sakalava Menabe, Hommage à Mama Sana                   | 2000  | MCM/INEDIT  | 12 (43 min 55 s)     |